# プレニャーナ・ミラネーゼ
プレニャーナ・ミラネーゼ（伊: Pregnana Milanese）は、イタリア共和国ロンバルディア州ミラノ県にある、人口約7,300人の基礎自治体（コムーネ）。

## 地理

### 位置・広がり

#### 隣接コムーネ
隣接するコムーネは以下の通り。
- バレッジョ
- コルナレード
- ポリアーノ・ミラネーゼ
- ロー
- セドリアーノ
- ヴァンザーゴ

### 地震分類
イタリアの地震リスク階級 (it) では、4 に分類される
。